# Loop (programmering)

en while-slinga är en pre-evaluerande slinga

En loop, även kallat slinga eller programslinga[källa behövs] (engelska: loop) är en konstruktion inom programmering för att åstadkomma en iteration, det vill säga att vissa instruktioner upprepas flera gånger. Antalet upprepningar kan vara förbestämt, men kan även bestämmas dynamiskt, exempelvis genom att upprepningen sker till ett visst värde uppnåtts. Loopar används ofta då samma uppgift skall utföras för en mängd element, som att skriva ut alla namn som finns i en lista.
I mer fullständiga datavetenskapliga termer förekommer loopar inom imperativa programmeringsspråk för att åstadkomma en iteration, så att en serie satser upprepas flera gånger. Man skiljer på loopar som är pre-evaluerande och post-evaluerande:

## Pre- och postevaluering
En pre-evaluerande loop kontrollerar om den ska köra en gång till innan den utför de instruktioner som ingår i loopen. Exempel:
```
while
 
(
villkor
)
 
programkod

for
(
villkor
)
 
programkod

```

En post-evaluerande loop kontrollerar om den ska köra en gång till sedan den utfört instruktionerna. Exempel
```
do
 
programkod
 
while
 
villkor

repeat
 
programkod
 
until
 
villkor

```

där villkor är ett uttryck i någon form som ska evaluera till sanningsvärdet sant (eng. true)
Vilken loopkonstruktion som används är oftast en fråga om programmerarens tycke och smak, då (i princip) alla slingor kan uttryckas med valfri loopkonstruktion.
För loopar som avses att användas då antalet upprepningar är förutbestämt används ofta nyckelordet for (sv. för). För den typ som avses att användas då antalet upprepningar inte är förbestämt används ofta while (sv. medan) eller (mindre vanligt) repeat ... until.

## Exempel
Exemplen nedan är loopar skrivna i språket C som skriver ut de tio första heltalen.
```
int
 
i
 
=
 
0
;

for
 
(
i
 
=
 
0
;
 
i
 
<
 
10
;
 
++
i
)
 

{

    
printf
 
(
"%d
\n
"
,
 
i
);

}

int
 
i
 
=
 
0
;

while
 
(
i
 
<
 
10
)
 

{

    
printf
 
(
"%d
\n
"
,
 
++
i
);

}

int
 
i
 
=
 
0
;

do
  

{

    
printf
 
(
"%d
\n
"
,
 
++
i
);

}
 
while
 
(
i
 
<
 
11
)

int
 
i
 
=
 
0
;

repeat
  

{

    
printf
 
(
"%d
\n
"
,
 
++
i
);

}
 
until
 
(
i
 
==
 
10
)

```